# Sarah Belger
Sarah Belger (ur. 7 października 1983 roku w San Diego) – amerykańska aktorka, atletka, snowboardzistka i podróżniczka.

## Biografia
Wychowywała się w San Diego w Kalifornii, a także w Albuquerque w Nowym Meksyku. Od najmłodszych lat była atletką, a oboje jej rodziców było biegaczami.
Po ukończeniu Sandia High School zaczęła chodzić do San Diego State University w celu uzyskania stypendium. Odbywała również naukę w college'u. Obecnie mieszka w Los Angeles.
Jej starsza siostra, Erin, również jest atletką i podróżniczką.

## Wybrana filmografia
- Claws (2011) – Natasha
- Podwodna bestia (2011) – dziewczyna w bikini
- Megapyton kontra gatoroid (2011) – protestująca dziewczyna
- Titanic II (2010) – Casey
- Człowiek, który gapił się na kozy (2009) – żołnierz
- Spoken Word (2009) – dziewczyna na urodzinach